# Шипкау
Шипкау (нем. Schipkau) — община в Германии, в земле Бранденбург.
Входит в состав района Верхний Шпревальд-Лужица.   Занимает площадь 72,91 км².
Коммуна подразделяется на 6 сельских округов.

## Население
| Год  | Население |
| ---- | --------- |
| 1990 | 9 807     |
| 1995 | 9 518     |
| 2000 | 8 659     |
| 2005 | 7 605     |
| 2010 | 7 357     |
| 2015 | 6 813     |
| 2020 | 6 638     |